# Rainbow Arts
Rainbow Arts was een ontwikkelaar en uitgever van computerspellen met als thuisbasis Gütersloh, Duitsland. Ze zijn vooral bekend van de Turrican-serie en de platformspellen gebaseerd op Earthworm Jim. In 1999 werden ze overgenomen door THQ en werd de naam veranderd naar THQ Deutschland. Als ontwikkelaar en uitgever waren ze betrokken bij meer dan 70 computerspellen.

## Selectie als ontwikkelaar
| Titel                        | Genre         | Jaar | Uitgever(s)                                                     |
| ---------------------------- | ------------- | ---- | --------------------------------------------------------------- |
| R-Type (Commodore 64-port)   | Shoot 'em up  | 1987 | Rainbow Arts Software                                           |
| Katakis                      | Shoot 'em up  | 1988 | Rainbow Arts Software                                           |
| X-Out                        | Shoot 'em up  | 1989 | Rainbow Arts Software                                           |
| Z-Out                        | Shoot 'em up  | 1990 | Rainbow Arts Software                                           |
| Masterblazer                 | Shoot 'em up  | 1990 | Rainbow Arts Software                                           |
| Turrican                     | Shoot 'em up  | 1990 | Rainbow Arts Software                                           |
| MadTV                        | Simulatiespel | 1991 | Rainbow Arts Software                                           |
| Turrican II: The Final Fight | Shoot 'em up  | 1991 | Rainbow Arts Software                                           |
| Earthworm Jim                | Platformspel  | 1994 | Sega of America, Virgin Interactive, Takara                     |
| Earthworm Jim 2              | Platformspel  | 1995 | Playmates Interactive Entertainment, Virgin Interactive, Takara |

## Selectie als uitgever
| Titel                   | Genre         | Jaar | Ontwikkelaar(s)       |
| ----------------------- | ------------- | ---- | --------------------- |
| The Great Giana Sisters | Platformspel  | 1987 | Time Warp Productions |
| Black Gold              | Simulatiespel | 1989 | reLINE Software       |
| Grand Monster Slam      | Sportspel     | 1989 | Golden Goblins        |